# Єреванський зоопарк
Єреванський зоопарк (вірм. Կենդանաբնական այգի, Кенденабнакан айґі) — зоологічний парк у місті Єреван, Вірменія.

## Історія
Зоологічний парк в Єревані був побудований в 1940 році, коли Вірменія була ще однією з 15 республік СРСР. Тоді Єреван ще не був містом-мільйонником, а зоопарк був побудований за межами міста.
У зв'язку з бурхливим розвитком міста, парк незабаром був оточений новими кварталами, а горбистий рельєф місцевості сприяв збереженню природи в парку.
У 1971 році встановлення акваріума дозволило відвідувачам відкрити для себе 800 риб 40 різних видів.
Незважаючи на блокаду з боку Азербайджану і Туреччини і важкою економічною кризою, яка настала в 1992 році, парк намагається подолати свої фінансові труднощі. В даний час, тварини народжуються в зоопарку, а деякі навіть завозяться з-за кордону.
У 2008 році була прокладена опалювальна система, вольєри були адаптовані для собак та мавп, посаджені численні дерева на загальну суму в два мільйони євро за рахунок держави. Після цієї роботи, зоопарк знову відкритий в травні 2009.
Зоопарк має договір про співпрацю з Миколаївським зоопарком та обмінюється тваринами з зоопарками України, Росії та Таджикистану.

## Розвиток
Проект під назвою «Кірч» (ущелина), ініційований Фондом охорони дикої природи та культурної спадщини Вірменії (FPWC), передбачає створення нового парку, який набагато ширше звичайного поняття «зоопарк». Він буде включати і зоопарк, і науково-навчальний центр, і зону відпочинку.
Для тварин будуть створені нові, більш комфортні умови, щоб вони відчували себе не в клітці, а в природному середовищі існування, відповідно територія, відведена для кожної тварини, буде збільшена.
Крім того, на території парку діятиме зоологічна школа, де діти зможуть отримати знання у сфері зоології. Студенти-зоологи також отримають можливість проходити тут практику.
Проект перебуває на стадії техніко-економічного планування.
Ведуться переговори з німецьким банком KfW для отримання фінансування. Через 2-3 місяці переговори будуть завершені, і можна буде говорити і про терміни, і про розміри інвестицій.